# Magerøya
Magerøya (lap. Máhkarávju) – wyspa o powierzchni 440 km² położona w północnej Norwegii, w gminie (kommune) Nordkapp, w prowincji Finnmark, na Morzu Norweskim. Przylądek Północny oraz przylądek Knivskjellodden stanowiące dwa najdalej na północ wysunięte cyple Norwegii są częścią Magerøya.

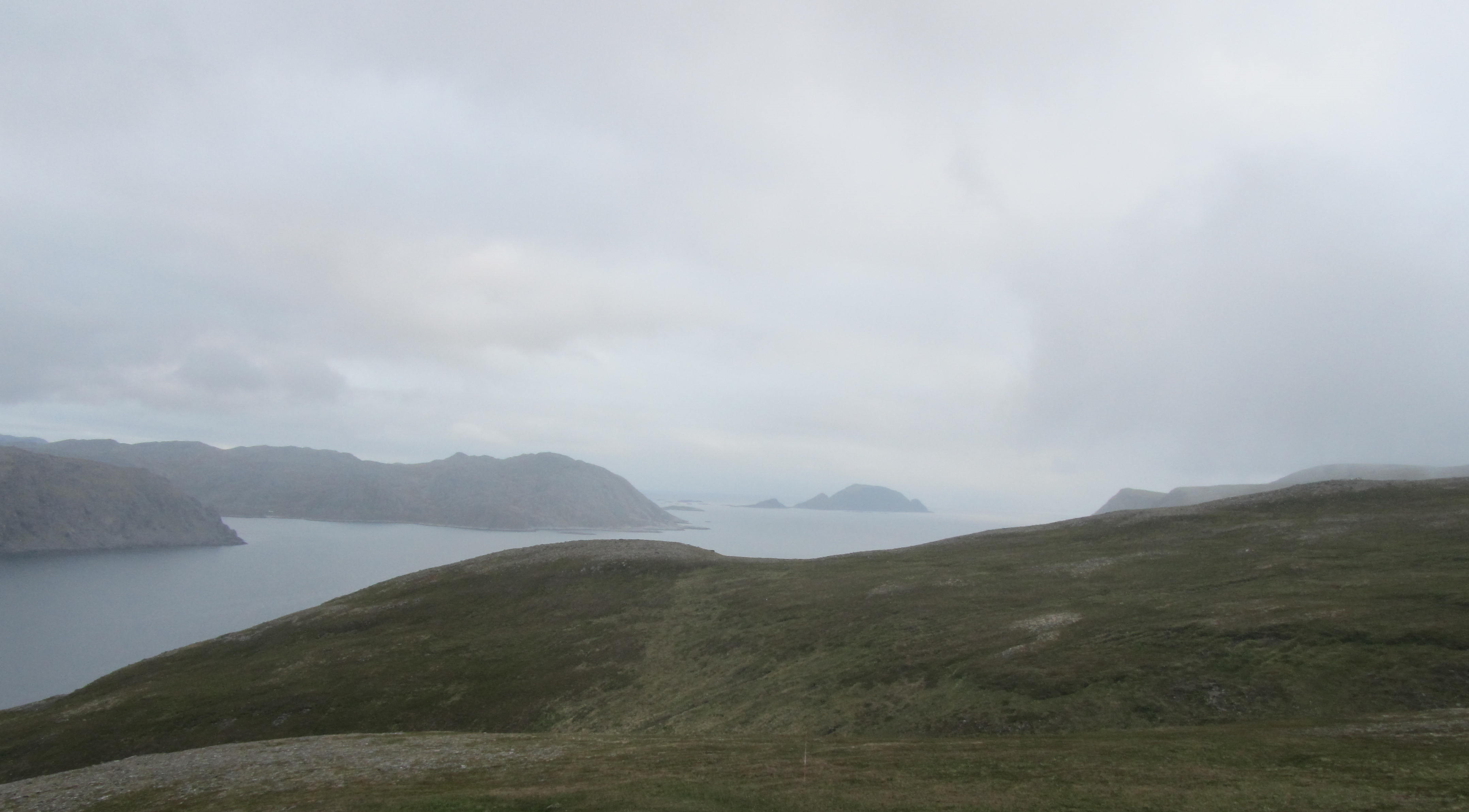
Krajobraz wyspy

Płaskowyż, na którym znajduje się Przylądek Północny jest atrakcją turystyczną, toteż w latach 1993–1999 wybudowano łączący wyspę z kontynentalną częścią Norwegii jeden z najdłuższych i najgłębszych w owym czasie podmorskich tuneli drogowych świata (zob. tunel Nordkapp i trasa europejska E69).
Na wyspie położona jest miejscowość Honningsvåg, ośrodek administracyjny gminy Nordkapp, a zarazem port, do którego zawijają statki m.in. regularnych linii Hurtigruten, łączących porty północnej Norwegii. Wody wokół wyspy, pomimo skrajnie polarnego położenia, pozostają wolne od lodu przez cały rok dzięki wpływowi ciepłego Prądu Zatokowego niosącego swe wody z tropików Zatoki Meksykańskiej.
Znajdują się tu pomniki: „Globus” powstał w 1978 roku, w czasie silnego wiatru obracają się jego pierścienie; jest też składający się z kilku części pomnik „Dzieci Ziemi”.
Na wyspie znajdują się największe w północnej Norwegii kolonie maskonurów, które sąsiadują tu z licznymi innymi gatunkami ptactwa, jak alki, bieliki, edredony, głuptaki, kormorany, petrele i wydrzyki.